# Brachypremna subuniformis
Brachypremna subuniformis är en tvåvingeart som beskrevs av Alexander 1945. Brachypremna subuniformis ingår i släktet Brachypremna och familjen storharkrankar.
Artens utbredningsområde är Venezuela. Inga underarter finns listade i Catalogue of Life.